# Stazione di Dulcino
La stazione Dulcino è una fermata ferroviaria posta sulla linea Cosenza-Catanzaro Lido. Serve il quartiere di Dulcino, nel territorio comunale di Catanzaro.

## Storia
Originariamente denominata "Catanzaro Zona Industriale", assunse in seguito la denominazione attuale.
Per consentire il completamento dei lavori volti alla realizzazione della rete di metropolitana di superficie, articolata su 3 linee, dal 19 aprile 2022 la circolazione ferroviaria è sospesa anche sulla tratta Catanzaro Città e Catanzaro Lido. Il servizio è garantito con autobus sostitutivi.

## Strutture e impianti
La fermata contava un unico binario servito da un marciapiede. Con i lavori di ammodernamento della linea ferroviaria e la realizzazione della Metropolitana di Superficie, la vecchia stazione e stata demolita ed è stata costruita la nuova stazione dotata di 2 binari, inoltre è dotata di sottopassaggio pedonale.

## Movimento
La fermata era servita dai treni della cosiddetta "metropolitana di Catanzaro".